# Округ Башагард
Округ Башагард (персијски: شهرستان بشاگرد), такође познат као округ Башакерд, је округ у провинцији Хормозган у Ирану. Главни град округа је Сардашт. Према попису становништва из 2006. године, становништво округа износило је 31 235 људи у 7.174 породица.   Област има три округа: Централни округ, Округ Гафр и Пармон и Говхаран. Ова област има два града: Сардашт и Говхаран. Жупанија је одвојена од округа Џаск 2012. године. 